# 20 leugens, 4 ouders en een scharrelei
20 leugens, 4 ouders en een scharrelei is een Nederlandse televisiefilm uit 2013.

## Verhaal
Dylan wordt opgevoed door twee lesbische ouders. Na een ruzie krijgt zijn  biologische moeder een ongeluk en ze wordt opgenomen in het ziekenhuis. Dylan wordt tijdelijk opgevoed door zijn vader die hem al twaalf jaar niet meer gezien heeft en die samenwoont met zijn vriend, die niets afweet van het bestaan van Dylan.

## Rolverdeling
| Acteur             | Personage              | Opmerkingen                    |
| ------------------ | ---------------------- | ------------------------------ |
| Nils Verkooijen    | Dylan DeLahaye         | Hoofdrol                       |
| Mark Ram           | Bert                   | Hoofdrol                       |
| Marcel Musters     | Sjors                  | Hoofdrol                       |
| Anneke Blok        | Emma                   | Hoofdrol                       |
| Marieke Heebink    | Ilse                   | Hoofdrol                       |
| Valerie Pos        | Lotte                  | Toekomstige vriendin van Dylan |
| Mike Meijer        | Medewerker oefenruimte |                                |
| Marisa van Eyle    | Directrice school      |                                |
| Joost Koning       | Bandlid Jim            |                                |
| Gijs Verkooijen    | Bandlid Pascal         |                                |
| Benjamin Azanovich | Bandlid Jochem         |                                |
| Tobias Kersloot    | Nieuw bandlid Rick     |                                |
| Sophie van Winden  | Medewerker spermabank  |                                |
| Chris Romagnoli    | Kleine Dylan           |                                |